# 甘露镇 (资中县)
甘露镇，是中华人民共和国四川省内江市资中县曾经下辖的一个镇。2019年12月，撤销甘露镇，将其所属行政区域划归归德镇管辖。

## 行政区划
甘露镇撤销前下辖以下地区：
甘露场社区、芦茅沟村、楠木湾村、菠萝寺村、后边沟村、杨坪冲村、甘家村、螺蛳沟村、甘露寺村、牛碾沱村、沙湾村、玉皇村、大龙村、五里班村、糖坊村、双民村、河家坝村和小尖山村。